# Marathon van Napels 2007
De marathon van Napels 2007 vond plaats op zondag 22 april 2007.

## Mannen
| rang   | naam              | land | tijd    |
| ------ | ----------------- | ---- | ------- |
| Goud   | Michael Njoroge   | KEN  | 2:17.59 |
| Zilver | Linus Ngetich     | KEN  | 2:18.16 |
| Brons  | Benazzouz Slimani | MAR  | 2:18.43 |
| 4      | John Ngeno        | KEN  | 2:24.17 |
| 5      | Stephen Kihara    | KEN  | 2:25.39 |
| 6      | David Kiptum      | KEN  | 2:31.23 |
| 7      | David Keter       | KEN  | 2:41.15 |

## Vrouwen
| rang   | naam           | land | tijd    |
| ------ | -------------- | ---- | ------- |
| Goud   | Annamaria Caso | ITA  | 3:11.16 |
| Zilver | Laura Durpetti | ITA  | 3:17.31 |
| Brons  | Filipp Oliva   | ITA  | 3:22.16 |

1999 ·
2000 ·
2001 ·
2002 ·
2003 ·
2004 ·
2005 ·
2006 ·
2007 ·
2008 ·
2009 ·
2010 ·
2011 · 
2012 · 
2013 · 
2014 · 
2015 · 
2016 · 
2017